# リチャード・テンプル (初代コバム子爵)
初代コバム子爵リチャード・テンプル（英語: Richard Temple, 1st Viscount Cobham, PC、1675年10月24日 - 1749年9月14日）は、イングランド及びイギリスの陸軍軍人、政治家、貴族。
スペイン継承戦争で実戦経験を積んだのち、四国同盟戦争でイギリス軍の指揮をとった。最終階級は陸軍元帥。

## 経歴
1675年10月24日、第3代準男爵サー・リチャード・テンプルとその妻メアリー（旧姓ナップ）の間の長男として生まれた。
1685年に陸軍に入隊した。1689年から1691年にかけては国王ウィリアム3世のもとでアイルランドへ出征した。その後、1697年の大同盟戦争の終結までネーデルラントに出征した。その間の1694年にケンブリッジ大学クライスツ・カレッジを卒業する。
1697年5月に父が死去し、第4代準男爵位を継承した。また同年にバッキンガム選挙区から選出されて庶民院議員となる。その後も1713年まで同選挙区やバッキンガムシャー選挙区から選出される。
1702年にスペイン継承戦争が勃発すると初代マールバラ公ジョン・チャーチルの軍に従軍し、大陸各地を転戦した。1708年1月1日には少将に昇進し、同年7月のアウデナールデの戦い、同年8月から12月のリール包囲戦に参加した。リール包囲戦では目覚ましい戦功をあげた。
1710年1月に中将に昇進。同年、アン王女のデンマーク竜騎兵連隊の連隊長(Colonel)に就任した。
しかし1712年にトーリー党政権によって司令官がマールバラ公から第2代オーモンド公ジェイムズ・バトラーに変えられると、彼もマールバラ公の支持者、ホイッグ党員として嫌厭されるようになり、戦場の指揮を外された。また竜騎兵連隊の連隊長職も解任された。
1714年にジョージ1世が即位し、トーリー党政権からホイッグ党政権に入れ替えられると彼にも再び昇進の道が開かれた。1714年10月にはグレートブリテン貴族爵位コバム男爵に叙されるとともに王立竜騎兵連隊の連隊長に就任した。1716年には枢密顧問官に列した。
1718年5月にはグレートブリテン貴族爵位コバム子爵とコバム男爵に叙された。この2つの爵位は妹のヘスター(リチャード・グレンヴィルと結婚)とクリスティアン(第4代準男爵トマス・リトルトンと結婚)への特別継承権を認めていた。
1719年9月には四国同盟戦争でイギリス軍を率いてフランス軍と共同でスペイン北部への侵攻を行った。ビーゴを占領して海軍施設を破壊する戦功をあげた。
1721年に国王所有騎兵連隊の連隊長に就任したが、1733年には首相ロバート・ウォルポールと対立したため辞職した。しかし先任の将校としてコバム卿が昇進することは妨げられず、1735年10月には大将、1742年3月には元帥に昇進している。
また1728年から1738年にかけてはバッキンガムシャー知事を務めた。
ウォルポール退陣後の1742年12月には騎馬擲弾近衛連隊第1騎兵中隊の連隊長に就任したが、1743年12月に大陸に派兵する内閣の計画に反対して辞職した。しかし1744年8月にはコバム子爵の騎兵連隊の連隊長に就任した。
1749年9月13日に死去した。子供がなかったため、1714年創設のコバム男爵位は廃絶した。一方1718年創設のコバム子爵位とコバム男爵位は特別継承権により妹ヘスターに継承された。また準男爵位は男性親族ウィリアム・テンプルに継承された。

## 栄典

### 爵位/準男爵位
1697年5月の父の死により以下の準男爵位を継承した。
- ストーの第4代テンプル準男爵 (4th Baronet Temple of Stowe)

(1611年創設イングランド準男爵位)
1714年10月19日に以下の爵位を新規に与えられた。
- ケント州におけるコバムの初代コバム男爵（英語版） (1st Baron Cobham, of Cobham in the County of Kent)

(グレートブリテン貴族爵位)
1718年5月23日に以下の爵位を新規に与えられた。
- 初代コバム子爵 (1st Viscount Cobham)

（グレートブリテン貴族。妹ヘスターとクリスティアンへの特別継承権付）
- ケント州におけるコバムの初代コバム男爵 (1st Baron Cobham, of Cobham in the County of Kent)

（グレートブリテン貴族。妹ヘスターとクリスティアンへの特別継承権付）

## 家族
アン・ハルジーと結婚したが、子供はなかった。